# Horsens-Hammer Kommune
Horsens-Hammer Kommune var frem til kommunesammenlægningen i 1970 en kommune i det daværende Aalborg Amt. Kommunen bestod af de to sogne Horsens Sogn og Hammer Sogn. Hammer Sogn blev i 1985 delt i to sogne: Vodskov Sogn og (resten) Hammer Sogn. En stor del af Hammer Bakker lå i kommunen.
Efter 1970 blev Horsens-Hammer Kommune en del af Aalborg Kommune i Nordjyllands Amt.
Horsens-Hammer Kommunes administration (kommunekontor) var beliggende i Vodskov.

## Landsbyerne
I kommunen fandtes en række mindre landsbyer:
- Vodskov
- Horsens/Langholt
- Kinderup
- Uggerhalne
- Grindsted

Der var tre folkekirker i kommunen. Det var Horsens Kirke, Hammer Kirke samt Vodskov Kirke, der var filialkirke af Hammer Kirke.
Der var skole i byerne Vodskov, Langholt og Grindsted.